# Acteonidae
Acteonidae zijn een familie van weekdieren uit de klasse van de Gastropoda (slakken).

## Taxonomie
De volgende geslachten zijn bij de familie ingedeeld:
- Acteon Montfort, 1810
- † 'Acteonina d'Orbigny, 1850
- Bathyacteon Valdés, 2008
- † 'Bulimactaeon Cossmann, 1892
- Callostracon Repetto & Bianco, 2012
- † 'Colostracon Hamlin, 1884
- Crenilabium Cossmann, 1889
- † 'Hemiauricula Deshayes, 1853
- Inopinodon Bouchet, 1975
- Japonactaeon Is. Taki, 1956
- Maxacteon Rudman, 1971
- Mysouffa Marcus, 1974
- Neactaeonina Thiele, 1912
- Nucleopsis Conrad, 1865
- Obrussena Iredale, 1930
- † 'Ongleya Finlay & Marwick, 1937
- Ovulactaeon Dall, 1889
- Pseudactaeon Thiele, 1925
- Punctacteon Kuroda & Habe, 1961
- Pupa Röding, 1798
- Rapturella Salvador & Cunha, 2016[1]
- Rictaxis Dall, 1871
- † 'Superstes Finlay & Marwick, 1937
- Tenuiactaeon Aldrich, 1921
- Tornatellaea Conrad, 1860
- Triploca Tate, 1893
- † 'Volvaria Lamarck, 1801
- † Wangacteon Stilwell, 1993